# كأس أنغولا 2007
كأس أنغولا 2007 هو موسم من كأس أنغولا. كان عدد الأندية المشاركة فيه 22، وفاز فيه ستارلا بريميرو دي مايو ‏.